# Mantes-la-Jolie
Mantes-la-Jolie ist eine französische Gemeinde mit 44.246 Einwohnern (Stand 1. Januar 2022) im Département Yvelines in der Region Île-de-France. Sie ist Verwaltungssitz des Arrondissements Mantes-la-Jolie und Hauptort des Kantons Mantes-la-Jolie.

## Geographie
Mantes-la-Jolie ist eine mittlere Industriestadt am linken Ufer der Seine, 53 Kilometer westlich von Paris. Die Gemeinde liegt im Zentrum einer Agglomeration von rund 80.000 Menschen. Nachbargemeinden sind Mantes-la-Ville und Buchelay im Süden, Rosny-sur-Seine im Westen, sowie – durch die Seine getrennt – Limay und Follainville-Dennemont im Norden. Zwischen Mantes-la-Jolie und Mantes-la-Ville mündet der Fluss Vaucouleurs in die Seine.

## Geschichte

Historisches Wappen von Mantes (15. Jahrhundert - 1943)

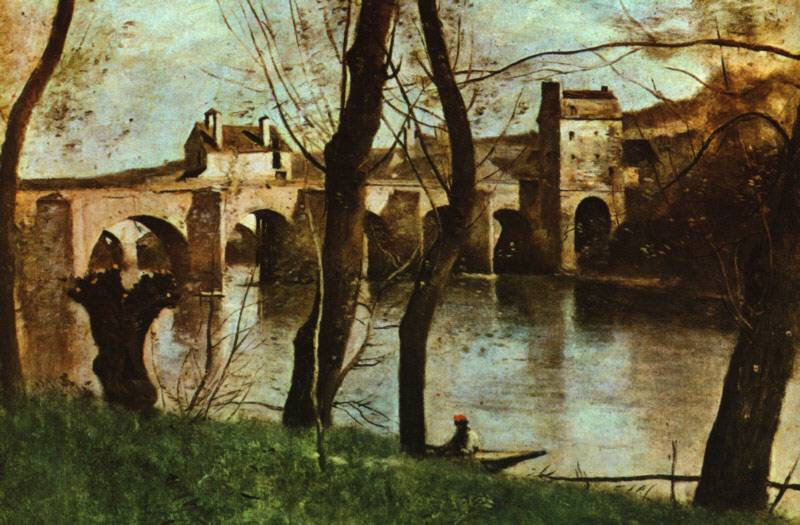
Jean-Baptiste Camille Corot, Brücke bei Mantes (um 1870)

### Der Ortsname
Der Name „Mantes“ stammt aus dem Gallischen: medunta, die Eiche. Mantes war zur Zeit der Karolinger ein Hafen an der Seine, der aufgrund seiner strategischen Lage in der Nähe der Grenze zur Normandie bald befestigt wurde. Mantes diente somit zum Schutz von Paris vor feindlichen Übergriffen entlang des Flusses. Der Ort wurde 1087 von Wilhelm dem Eroberer während seines Feldzugs im Vexin niedergebrannt. Ludwig VI. gestand dem Ort danach (1110) den Status einer „freien Stadt“ zu. König Philipp II. August starb hier am 14. Juli 1223. Während der Auseinandersetzungen mit den Engländern wechselte die Stadt häufig den Herrn. Beim Tod König Heinrich III. stand Mantes auf Seiten der katholischen Liga, wurde dann von Heinrich IV. erobert, der hier mit Blick auf die Besetzung von Paris sein Hauptquartier einrichtete. Später kam er häufig nach Mantes, um seine Geliebte Gabrielle d’Estrées zu treffen. Von ihm stammt der Namenszusatz „la Jolie“ („die Schöne“), den er in einem Brief an sie schrieb: „Ich komme nach Mantes, meine Schöne.“ Ursprünglich hieß der Ort „Mante“, woraus Ende des 18. Jahrhunderts „Mantes“ wurde, später dann, als die Post eingerichtet wurde und eine Verwechslung mit Nantes ausgeschlossen werden musste, „Mantes-sur-Seine“. Nach der Eingemeindung von Gassicourt im Westen hieß die Stadt ab 1930 „Mantes-Gassicourt“; der heutige Name stammt aus dem Jahr 1953.

### Politische Geschichte
Mantes war Unterpräfektur des Départements Seine-et-Oise seit 1800 bis zur Einrichtung des Départements Yvelines, mit Ausnahme der Jahre 1926 bis 1943. Der Bürgermeister und Abgeordnete Jean-Paul David gründete 1952 das antikommunistische Büro Comité Paix et Liberté.

## Sehenswürdigkeiten
Siehe auch: Liste der Monuments historiques in Mantes-la-Jolie

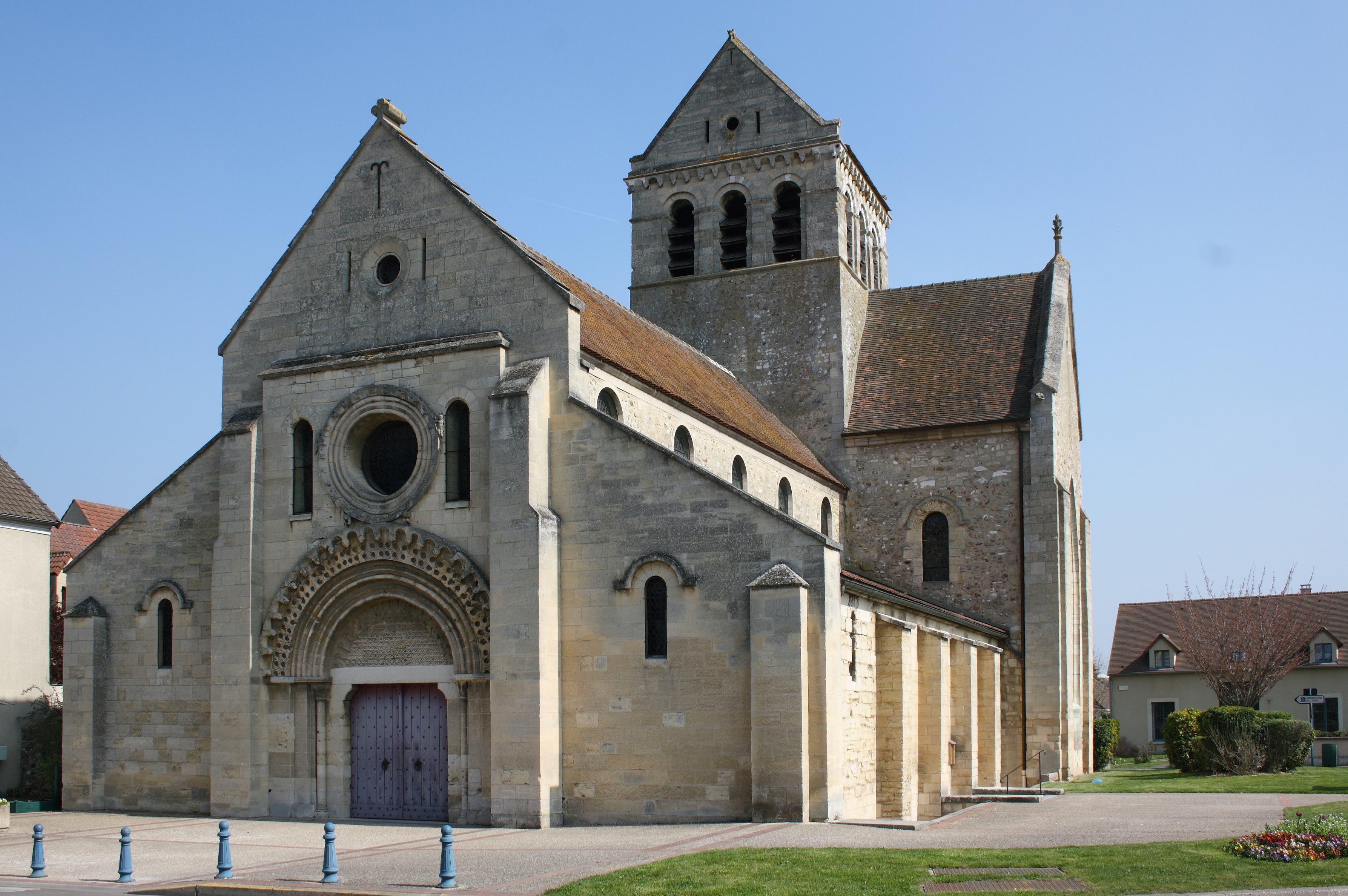
Sainte-Anne de Gassicourt

- Collégiale Notre Dame, 12. bis 13. Jahrhundert, Monument historique seit 1840
- Turm Saint-Maclou aus dem 16. Jahrhundert, letzter Rest einer 1806 abgerissenen Kirche
- Kirche Sainte-Anne in Gassicourt, romanische Kirche aus dem 11. Jahrhundert
- Die alte Brücke von Limay, ursprünglich aus dem 12. Jahrhundert, die ursprünglich Limay und Mantes verband, aber im 18. Jahrhundert teilweise abgerissen wurde, um den pont Peronnet zu bauen, so dass heute nur noch einige Bögen erhalten sind; Monument historique seit 1923 und Gemälde von Jean-Baptiste Camille Corot („Le pont de Mantes“), (Musée du Louvre).

## Infrastruktur
Mantes-la-Jolie liegt an der Autobahn A 13. In dem am 9. Mai 1843 in Betrieb genommenen Bahnhof der Gemeinde zweigt von der Bahnstrecke Paris–Rouen–Le Havre die am 1. Juli 1855 eröffnete Bahnstrecke via Evreux, Lisieux und Caen (seit 1. September 1857) und Cherbourg (seit 17. Juli 1858) ab. Der Bahnhof ist Verkehrshalt des (Stand: Januar 2024) montags bis freitags zwischen Le Havre und Marseille-Saint-Charles verkehrenden TGV-Zugpaares.

## Städtepartnerschaften
Mantes ist verschwistert mit Hillingdon in England, mit Maia in Portugal und mit Schleswig in Deutschland.

## Persönlichkeiten
- Nicolas Bernier (* 1664; † 1734), Komponist
- Jean-Claude Billong (* 1993), kamerunisch-französischer Fußballspieler
- Sylvère Caffot (* 1903; † 1993), Komponist
- Sandy Casar (* 1979), Radrennsportler
- Faudel (* 1978), Musiker und Schauspieler
- Audrey Fleurot (* 1977), Schauspielerin
- Ali Hallab (* 1981), Boxsportler
- Rolf Hirschland (* Hamburg 1907; † Mantes-la-Jolie 1972), Maler[4]
- Antoine Joujou (* 2003), Fußballspieler
- Karl III. (* 1361; † 1425), König von Navarra
- Enock Kwateng (* 1997), französisch-ghanaischer Fußballspieler
- Michel Leclère (* 1946), Autorennfahrer
- Ludovic Martin (* 1976), Radrennfahrer
- Jean-Paul Mendy (* 1973), Boxer
- Ali Hallab (* 1981), Boxer
- Oumar N’Diaye (* 1985), mauretanischer Fußballspieler
- Opa Nguette (* 1994), senegalesisch-französischer Fußballspieler
- Haby Niaré (* 1993), Taekwondoin
- Nicolas Pépé (* 1995), ivorisch-französischer Fußballspieler
- Roli Pereira de Sa (* 1996), Fußballspieler
- Philipp II. (* 1165; † 1223), König von Frankreich
- Moussa Sow (* 1986), senegalesischer Fußballspieler
- Robinio Vaz (* 2007), französisch-guinea-bissauischer Fußballspieler